# Rotan (Texas)
Rotan es una ciudad ubicada en el condado de Fisher en el estado estadounidense de Texas. En el Censo de 2010 tenía una población de 1508 habitantes y una densidad poblacional de 287,81 personas por km².

## Geografía
Rotan se encuentra ubicada en las coordenadas 32°51′15″N 100°27′56″O / 32.85417, -100.46556 y según la Oficina del Censo de los Estados Unidos, Rotan tiene una superficie total de 5.24 km², de la cual 5.24 km² corresponden a tierra firme y (0%) 0 km² es agua.

## Demografía
Según el censo de 2010, había 1508 personas residiendo en Rotan. La densidad de población era de 287,81 hab./km². De los 1508 habitantes, Rotan estaba compuesto por el 79.18% blancos, el 6.3% eran afroamericanos, el 0.73% eran amerindios, el 0.53% eran asiáticos, el 0% eran isleños del Pacífico, el 10.21% eran de otras razas y el 3.05% pertenecían a dos o más razas. Del total de la población el 35.61% eran hispanos o latinos de cualquier raza.